# 紀元前684年
紀元前684年（きげんぜん684ねん）は、西暦（ローマ暦）による年。紀元前1世紀の共和政ローマ末期以降の古代ローマにおいては、ローマ建国紀元70年として知られていた。紀年法として西暦（キリスト紀元）がヨーロッパで広く普及した中世時代初期以降、この年は紀元前684年と表記されるのが一般的となった。

## 他の紀年法
- 干支 : 丁酉
- 中国
  - 周 - 荘王13年
  - 魯 - 荘公10年
  - 斉 - 桓公2年
  - 晋 - 晋侯緡23年
  - 秦 - 武公14年
  - 楚 - 文王6年
  - 宋 - 湣公8年
  - 衛 - 恵公16年
  - 陳 - 宣公9年
  - 蔡 - 哀侯11年
  - 曹 - 荘公18年
  - 鄭 - 子嬰10年
  - 燕 - 荘公7年
- 朝鮮
  - 檀紀1650年
- ユダヤ暦 : 3077年 - 3078年

## できごと

### 中国
- 斉軍が魯に侵入した。魯軍は斉軍を長勺で撃退した。
- 魯軍が宋に侵入した。
- 宋が宿に遷都した。
- 斉軍と宋軍が郎に宿営した。魯の公子偃が出撃して宋軍を乗丘で撃破すると、斉軍は撤退した。
- 楚軍が蔡軍を莘で撃破した。蔡の哀侯が楚に連行された。
- 斉軍が譚を滅ぼし、譚子は莒に亡命した。